# فرشته‌کوسه پشت‌اره‌ای
فرشته‌کوسه پشت‌اره‌ای (نام علمی: Squatina aculeata) نام یک گونه از سرده فرشته‌کوسه‌سانان است.